# Mrázovka
Mrázovka je jeden z mnoha pražských kopců, přesněji spočinek rozkládající se mezi Smíchovem, Košířemi a Radlicemi. Na tento kopec také vedla jedna ze tří pražských lanovek, a to lanová dráha hotelu NH Praha. V současné době je zde také několik tenisových kurtů a fotbalových hřišť. Žil zde například Karel Gott,[zdroj?] a také Fráňa Šrámek.[zdroj?]. Pod kopcem se nachází vila Bertramka, kde pobýval při své návštěvě Prahy Wolfgang Amadeus Mozart. Na kopec se dá dostat jak zmíněnou lanovkou, tak autobusovou linkou 137 (Na Knížecí – U Waltrovky). Na kopci je také mnoho historických staveb.[zdroj?] Kopcem vede tunel Mrázovka, součást Městského okruhu. Každý rok se zde také koná běh Mrázovkou. Mrázovka je též název krátké přilehlé ulice, která ústí do ulice Na Zatlance.